# رينالدو دل بو
رينالدو دل بو (بالإيطالية: Dino Del Bo)‏ هو سياسي إيطالي، ولد في 19 نوفمبر 1916 بميلانو في إيطاليا، وتوفي بنفس المكان في 16 يناير 1991. حزبياً، نشط في الحزب الديمقراطي المسيحي الإيطالي.

## مناصب
- انتخب وزير التجارة الخارجية ‏ (15 فبراير 1959 – 24 مارس 1960).
- انتخب Italian Minister for Parliamentary Relations ‏ (1 يوليو 1958 – 14 فبراير 1959).
- انتخب Italian Minister for Parliamentary Relations ‏ (19 مايو 1957 – 30 يونيو 1958).
- انتخب President of the High Authority of the European Coal and Steel Community ‏ (22 أكتوبر 1963 – 6 يوليو 1967).
- انتخب عضو مجلس النواب في الجمهورية الإيطالية.

## روابط خارجية
- رينالدو دل بو على موقع مونزينجر (الألمانية)